# Вокач Олександр Андрійович
Олександр Андрійович Вокач (рос. Александр Андреевич Вокач; 21 березня 1926, Москва, Російська РФСР — 1 жовтня 1989, Москва, Російська РФСР) — радянський актор театру та кіно, народний артист РРФСР.
Відомість Вокачу пинесла головна роль у комедії «Дача». Він був майстром епізоду та особливо запамятався глядачам за фільмами «Ця весела планета», «Народжена революцією», «Втеча містера МакКінлі», «Два капітани».

## Фільмографія
- 1970 — Король Лір — герцог Корнуєльський
- 1971 — Комітет дев'ятнадцяти — О'Крізі
- 1972 — Візит ввічливості — Пансо
- 1972 — Геркус Мантас — Хірхальс
- 1972 — Земля, до запитання — де Лео, слідчий
- 1972 — П'ятдесят на п'ятдесят — комісар поліції
- 1972 — Хроніка ночі — Джон Стюарт
- 1973 — Балалайкин і К° (фільм-спектакль) — очищений
- 1973 — Дача — Єгор Тимофійович Петров
- 1973 — Ця весела планета — Пал Палич
- 1973 — Витоки — Гуго Хейтель
- 1973 — Хлопці з нашого двору (фільм-спектакль) — мільйонер
- 1973 — Сибірський дід — офіцер
- 1974 — Виліт затримується — Ліневскій
- 1974 — Домбі і син (фільм-спектакль) — Бегсток
- 1974 — Будиночок в Коломні (фільм-спектакль) — епізод
- 1974 — Останнє літо дитинства — Зімін Микола Львович, головний інженер
- 1974 — Совість — попутник Дросова
- 1974 — Ходіння по муках — англієць, покупець меблів
- 1975 — Втеча містера Мак-Кінлі — Баренс
- 1975 — Приймаю на себе — Гревс
- 1975 — Шагренева шкіра (фільм-спектакль) — Іонафан
- 1976 — Вічно живі (фільм-спектакль) — Микола Миколайович Чернов
- 1976 — Два капітана — Микола Іванович фон Вишімірський
- 1976 — Життя і смерть Фердинанда Люса — майор Хельтофф
- 1976 — Золота річка — інженер-шляховик
- 1976 — Пригоди Нукі — Олександр Андрійович, художник
- 1976 — Розвага для старичків — Апомідонт Пименович
- 1977 — Зустріч на далекому меридіані — Френк Пресскот, американський учений-фізик
- 1977 — Доброта — Микола, учитель
- 1977 — Зникнення — Лисогоров Олексій Степанович
- 1977 — Поєдинок у тайзі — Владислав Казимирович
- 1977 — Ризик — благородна справа — кінорежисер
- 1977 — Народжена революцією — Юрій Карлович Магницький
- 1977 — Доля — бургомістр
- 1978 — Ецитони Бурчеллі (фільм-спектакль) — Савелій Савелійович Нікологорський
- 1978 — Життя Бетховена — Йоганн Гуммель
- 1978 — Кузен Понс (фільм-спектакль) — Камюзо
- 1978 — Ліки проти страху — Ілля Петрович Благолєпов
- 1978 — Хлопчаки — артист
- 1978 — Ралі — адміністратор
- 1979 — Цей фантастичний світ. Випуск 2 (фільм-спектакль) — учитель математики Семен Миколайович Таратар
- 1979 — Викрадення «Савойї» — Вельт
- 1979 — Соловей — канцлер Краб
- 1979 — Стакан води — лорд Девоншир
- 1980 — Цей фантастичний світ. Випуск 4 (фільм-спектакль) — обвинувач
- 1980 — Дрібниці життя — господар квартири
- 1980 — Скандальна подія в Брікміллі — генрі Мун, чоловік Делії
- 1981 — Цей фантастичний світ. Випуск 6 (фільм-спектакль) — професор
- 1981 — Ми не побачимося з тобою (фільм-спектакль) — Єфімов
- 1982 — Бережіть чоловіків! — Артур Карпович
- 1982 — Владивосток, рік 1918 — Циммерман
- 1982 — Дві глави із сімейної хроніки — Мартенс
- 1982 — «Кафедра» — Тернівський
- 1983 — Поцілунок — генерал фон Раббек
- 1984 — Берег його життя — Толстой
- 1984 — Блискучий світ — Грантом
- 1984 — Вантаж без маркування — канадець
- 1984 — Два гусари — Завальшевський
- 1984 — Канкан в англійському парку — Зубко
- 1985 — Володя великий, Володя маленький — лев Андрійович
- 1985 — Кармелюк — пан Хойченко
- 1985 — Весілля старшого брата
- 1985 — Дивна історія доктора Джекіла і містера Хайда — Керью
- 1986 — Звіздар — букинист
- 1986 — Мій ніжно улюблений детектив — член клубу холостяків
- 1987 — Більшовики (фільм-спектакль) — Анатолій Васильович Луначарський
- 1987 — Цей фантастичний світ. Випуск 12 (фільм-спектакль) — Йоган, літній слуга
- 1987 — Крейцерова соната — людина в трактирі
- 1987 — Філер — начальник жандармського відділення
- 1988 — Генеральна репетиція — Аксаков
- 1988 — Дама з папугою — лікар-кардіолог
- 1988 — Дороге задоволення — Віктор Васильович
- 1989 — А чи був Каротин — Лапа-Стріженовський
- 1989 — Жінки, яким пощастило — директор театру Лев Ісидорович
- 1989 — Ідеальний злочин — пан Ламонт
- 1989 — Світло вечірнє (фільм-спектакль)